# Alfredo Lamas
Alfredo Luiz Lamas Ullda (Montevideo, 2 maggio 1947) è un ex calciatore uruguaiano, di ruolo centrocampista.

## Carriera

### Club
Lamas ha iniziato la carriera nel Racing Montevideo, club nel quale gioca nella massima serie uruguaiana dal 1967 al 1968, ottenendo come miglior piazzamento il quarto posto nella stagione 1967.
Nel 1969 si trasferisce in Brasile per giocare nell'Internacional, con cui vince un Campionato Gaúcho.
Nel 1970 torna in patria per giocare con il Peñarol. Con i Carboneros vince i campionati 1973, 1974 e 1975, oltre che disputare 24 incontri nella Coppa Libertadores e con cui raggiunge la finale dell'edizione 1970, nella quale giocò da titolare, persa contro gli argentini dell'Estudiantes (LP).
Nella stagione 1975 viene ingaggiato dagli statunitensi del N.Y. Cosmos, franchigia della NASL, con cui giunge a disputare le semifinali playoff del torneo, perse contro i futuri campioni del T.B. Rowdies.
Si ritirò ventinovenne dopo l'esperienza statunitense.

### Nazionale
Ha giocato un incontro amichevole con la nazionale dell'Uruguay il 26 ottobre 1968 contro il nazionale del Messico, perso per 2-0.

## Statistiche

### Cronologia presenze e reti in Nazionale
| Cronologia completa delle presenze e delle reti in nazionale ― Uruguay | Cronologia completa delle presenze e delle reti in nazionale ― Uruguay | Cronologia completa delle presenze e delle reti in nazionale ― Uruguay | Cronologia completa delle presenze e delle reti in nazionale ― Uruguay | Cronologia completa delle presenze e delle reti in nazionale ― Uruguay | Cronologia completa delle presenze e delle reti in nazionale ― Uruguay | Cronologia completa delle presenze e delle reti in nazionale ― Uruguay | Cronologia completa delle presenze e delle reti in nazionale ― Uruguay |
| Data                                                                   | Città                                                                  | In casa                                                                | Risultato                                                              | Ospiti                                                                 | Competizione                                                           | Reti                                                                   | Note                                                                   |
| ---------------------------------------------------------------------- | ---------------------------------------------------------------------- | ---------------------------------------------------------------------- | ---------------------------------------------------------------------- | ---------------------------------------------------------------------- | ---------------------------------------------------------------------- | ---------------------------------------------------------------------- | ---------------------------------------------------------------------- |
| 26-10-1968                                                             | Montevideo                                                             | Uruguay                                                                | 0 – 2                                                                  | Messico                                                                | Amichevole                                                             | -                                                                      |                                                                        |
| Totale                                                                 |                                                                        | Presenze                                                               | 1                                                                      |                                                                        | Reti                                                                   | 0                                                                      |                                                                        |